# 유니램
유니램(정식명칭은 유니램주식회사)(영문:UNILAM)는 울산광역시 울주군 삼남읍에 본사를 둔, 산업용 광원 및 광학의 산업 기재를 취급하는 회사이다.

## 회사 개요
본사는 울산광역시 울주군 삼남읍에 위치. 산업용 광원과 광학을 제조하는 회사. 2000년 삼성SDI 조명사업 분리 독립하며 설립되었다.

## 주력제품・사업
집어등과 산업용 특수 광원 및 기기를 제조 판매한다. IC회로 패턴 및 평판디스플레이의 포토공정에 사용되는 노광용 램프와 세정기용 램프, 의료 기기용 램프 썬탠 램프 등등 uv파장대를 활용한 설비에 들어가는 장비와 램프를 제조한다.

## 연혁
- 2000 유니램 주식회사 설립(삼성SDI 조명사업 분리 독립)
- 2003 ISO 9001;2000 인증 획득
- 2005 안양 사무실 개소
- 2008 천안 사무실 개소
- 2009 ISO Q 9001:2009/ISO 9001:2008 획득
- 2010 ISO 14001 인증 획득
- 2012 ISO 14001/9001 인증 획득
- 2015 중국내 합자 회사 설립(UNILAM LIGHT SOURCE Co,.LTD.)

- 2019 한국생산기술연구원 파트너기업 지정

## 사업소
1. 본사・제조 생산/연구소 - 울산광역시 울주군
2. 안양 사무소・해외영업부 - 경기도 안양시
3. 천안 사무소・국내영업부 - 충청남도 천안시